# Kupiškis
Kupiškis (deutsch, 18. Jahrhundert: Kupischken; später: Kupischki) ist eine Stadt in der Rajongemeinde Kupiškis, im Nordosten Litauens mit etwa 8000 Einwohnern, östlich vom Bezirkszentrum Panevėžys. Der Ort liegt an der Fernverkehrsstraße und Bahnlinie Šiauliai – Daugavpils. Eine neue Umgehungsstraße lenkt den Fernverkehr südlich an der Stadt vorbei.

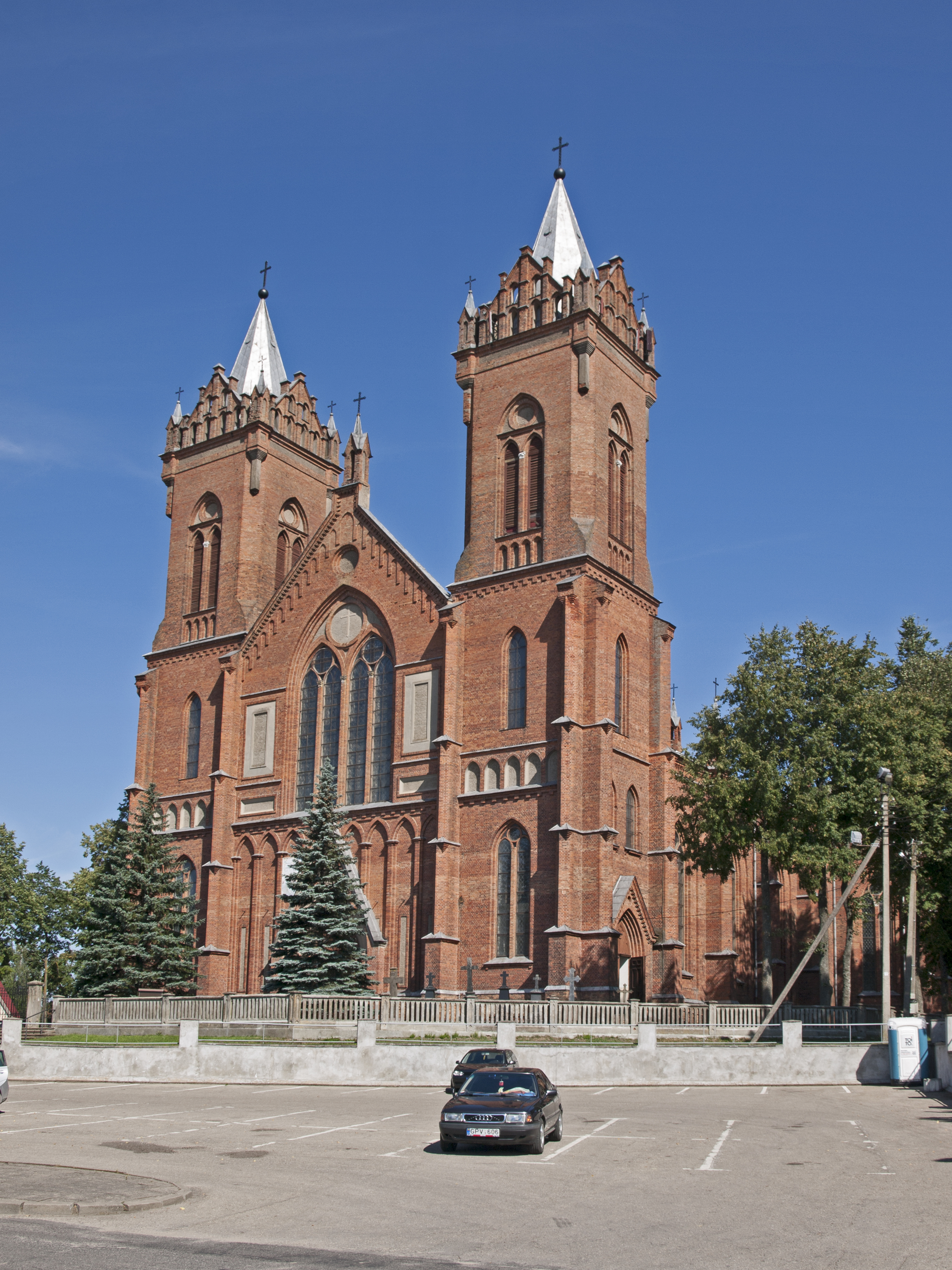
Kirche der Himmelfahrt Christi in Kupiškis

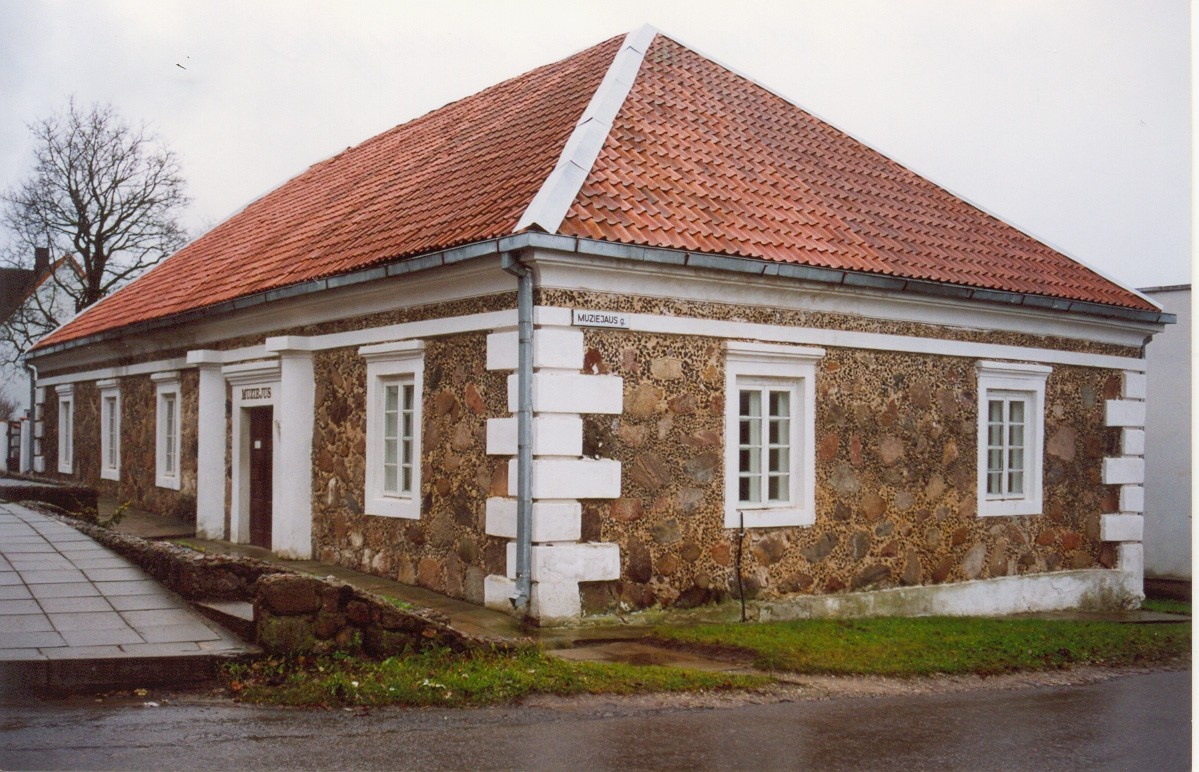
Kupiškis Ethnographisches Museum

## Geschichte
Der Ort wurde erstmals 1529 erwähnt und erhielt 1791 das Stadtrecht. Der Name leitet sich vermutlich von dem Flüsschen Kupa, das hier in die Lėvuo mündet, her. 

## Sehenswürdigkeiten
- Die katholische Kirche der Himmelfahrt Christi in Kupiškis wurde von 1900 bis 1914 als doppeltürmiger Backsteinbau im neugotischem Stil errichtet
- Das Ethnographische Museum von Kupiškis befindet sich in dem 1823 errichteten Gebäude der ehemaligen Pfarrschule

## Rajongemeinde
Die Rajongemeinde Kupiškis umfasst zwei Städte: Kupiškis (8451) und Subačius (1180). Es gibt 7 Städtchen (miesteliai): Alizava, Antašava, Palėvenė, Salamiestis, Skapiškis, Senasis, Subačius, Šimonys.

## Persönlichkeiten
- Jonas Černius (1898–1977), Offizier und 1939 kurzzeitig litauischer Premierminister
- Rimantas Karazija (1936–2012), Tierarzt, Veterinärmediziner, Diplomat und Landwirtschaftsminister
- Saulius Aloyzas Bernardas Kutas (* 1935), Beamter der Energiewirtschaftsverwaltung und Politiker
- Jonas Prapiestis (* 1952), Jurist, Strafrichter und Strafrechtler
- Vytautas Mockus (* 1957), Politiker
- Gediminas Paulauskas (* 1982), Fußballspieler